# ألكساندر فيليمونوف
ألكساندر فيليمونوف (الروسية: Александр Владимирович Филимонов) (مواليد 15 أكتوبر 1973) هو لاعب كرة قدم. يلعب مع منتخب روسيا لكرة القدم. سبق له أن لعب في كأس العالم لكرة القدم مع منتخب بلاده.

## روابط خارجية
- ألكساندر فيليمونوف على موقع الاتحاد الدولي (مؤرشف)  (الإنجليزية)
- ألكساندر فيليمونوف على موقع اتحاد أوكرانيا (الإنجليزية)
- ألكساندر فيليمونوف على موقع قاعدة بيانات كرة القدم.إي يو (الإنجليزية)
- ألكساندر فيليمونوف على موقع ناشيونال فوتبول تيمز (الإنجليزية)
- ألكساندر فيليمونوف على موقع Soccerway.com (الإنجليزية)
- ألكساندر فيليمونوف على موقع عالم كرة القدم.نت (الإنجليزية)